# Giuseppe Abbati
Giuseppe Abbati (počeštěně Josef Abbati, 13. ledna 1836, Neapol – 21. února 1868, Florencie) byl italský malíř, člen hnutí Macchiaioli.

## Život a dílo
Jeho otcem byl malíř Vincenzo Abbati, který Giuseppa i vyučoval malbě spolu s Francescem Bagnarou a Girolamem Michelangelo Grigolettim. Abbati byl italský vlastenec účastnící se Expedice tisíce vedené Garibaldim a v bojích u Capua ztratil pravé oko; mimoto nosil i brýle. Odstěhoval se pak do Florencie, kde se v kavárně Caffè Michelangiolo scházel s Giovannim Fattorim, Silvestrem Legu a dalšími malíři, s nimiž založil hnutí Macchiaioli.
Abbati maloval převážně krajiny neakademickým plenérovým stylem, který kladl důraz na odvážné zacházení se světlem. Jeho obrazy byly konstruovány prostřednictvím ostrého kontrastu mezi světlem a tmou, pomocí macchie (tahu štětce), a dílo odráželo pocity malíře, jak bylo typické pro umělce z hnutí Macchiaioli, kteří byli inspirováni Courbetem a Barbizonskou školou. Přátelil se s uměleckým kritikem Diego Martellim, který byl jedním z prvních zastánců impresionismu v Itálii.
Roku 1866 dobrovolně vstoupil do armády, aby se účastnil války proti Rakousku, byl Rakušany zajat a zadržován v Chorvatsku. Po propuštění strávil poslední rok života na italském venkově, kde maloval krajiny. Zemřel na vzteklinu poté, co ho kousl jeho vlastní pes.

## Galerie

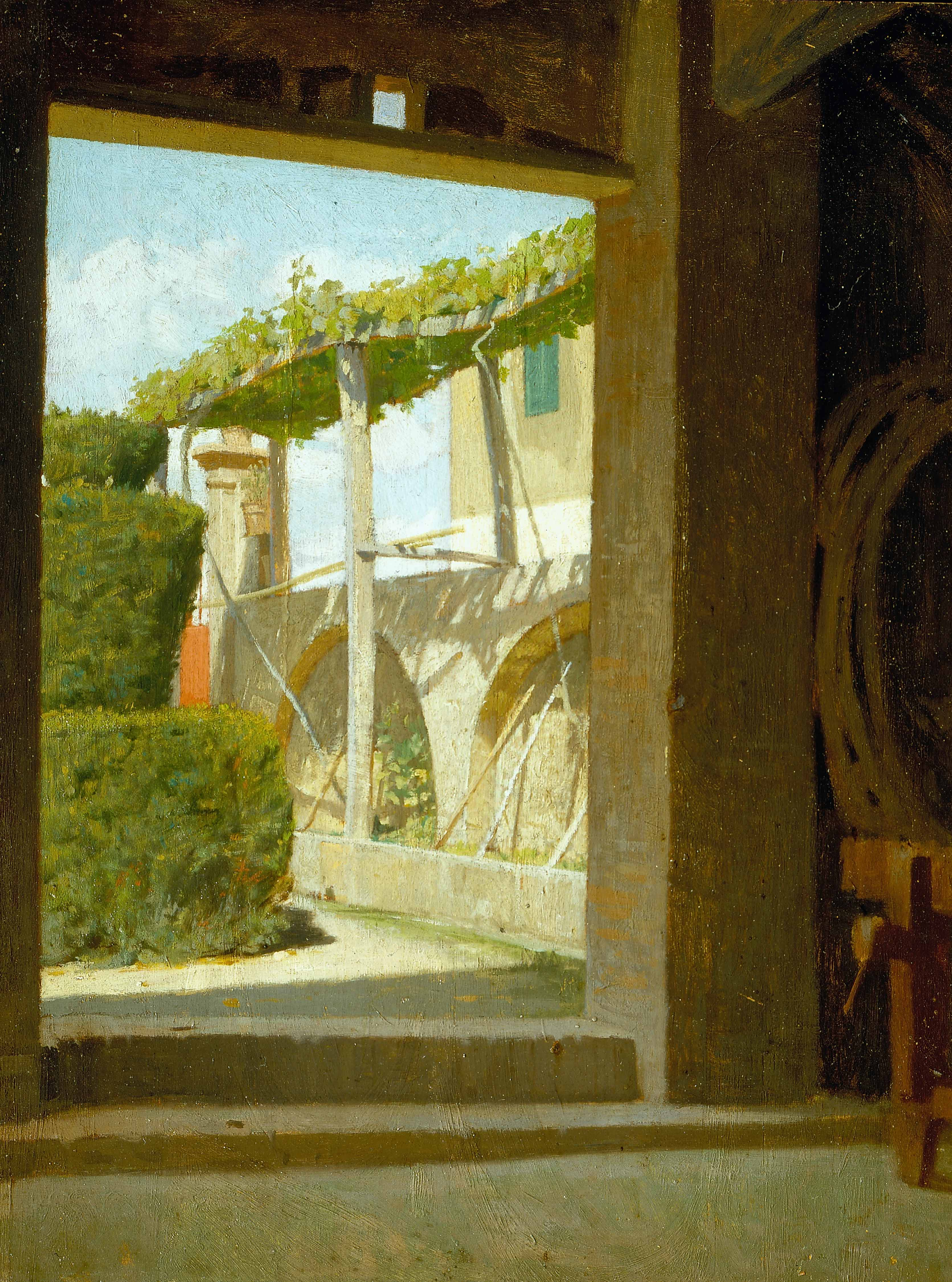
Nella cantina di Diego Martelli (Ve sklepení Diega Martelliho)
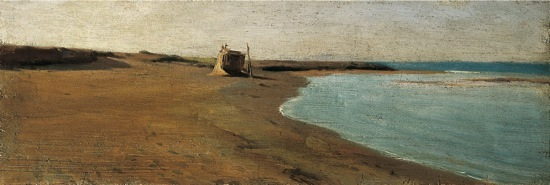
Baia a Caletta (Záliv v Calettě)
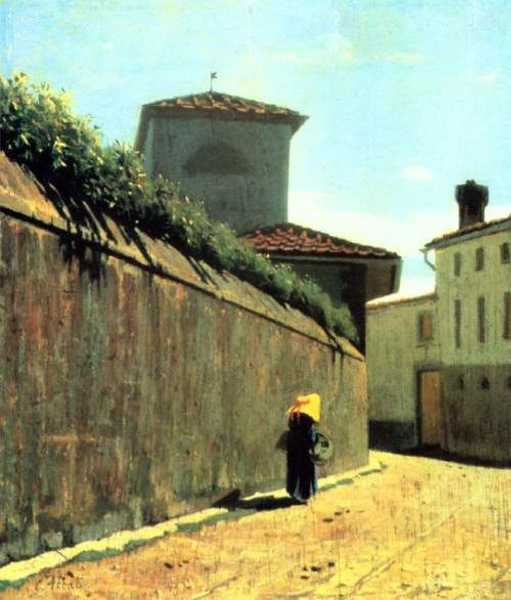
Stradina al sole (Ulice na slunci)